# Cigne (nom comú)

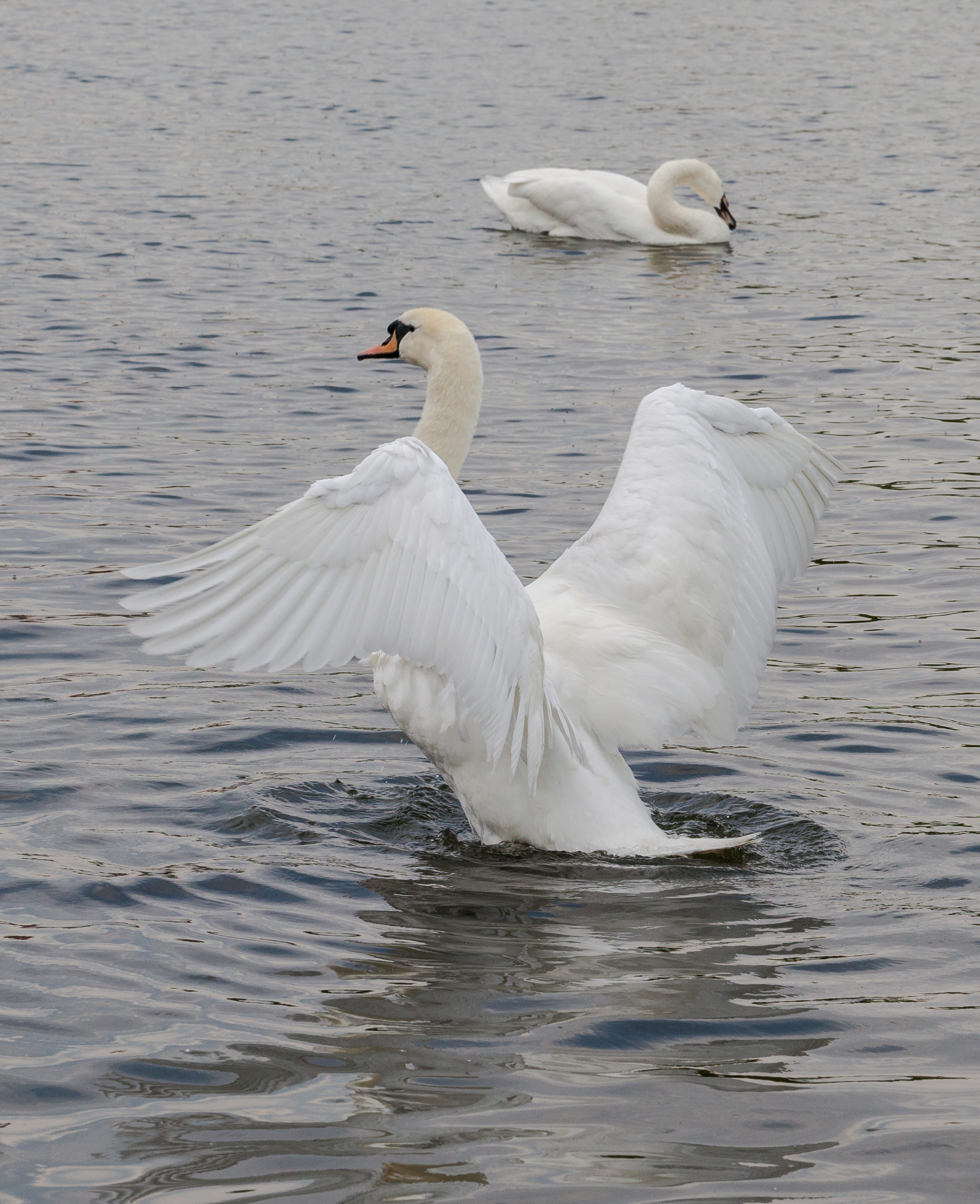
Cigne (Cygnus olor) al Palau de Nymphenburg, Múnic, Alemanya.

Cigne és el nom comú de diverses aus anseriformes de la família Anatidae. Són aus aquàtiques molt grans. La majoria de les espècies pertanyen al gènere Cygnus.

## Espècies de cignes
Diverses espècies d'aus són conegudes com a cigne:
- Cigne noi (Cygnus columbianus) - Àrtic, Amèrica del Nord, Europa i Àsia, hivernen al sud.
- Cigne de Bewick (Cygnus bewickii) - Sibèria, hiverna en les costes del mar del Nord, mar Caspi i Mar Groga i Japó. Alguns la consideren subespècie de C. columbianus.
- Cigne cantaire (Cygnus cygnus) - Subàrtic, Europa i Àsia, hiverna en el sud.
- Cigne trompeta (Cygnus buccinator) - Subàrtic, Amèrica del Nord, hiverna en el sud.
- Cigne mut (Cygnus olor) - Europa temperada i Àsia, resident.
- Cigne negre (Cygnus atratus) - Austràlia, resident o nòmada.
- Cigne negre de Nova Zelanda (Cygnus sumnerensis†) - Possiblement a les illes Chatham, extint en època prehistòrica; també considerada subespècie de Cygnus atratus (Cygnus atratus sumnerensis). A Nova Zelanda es va introduir posteriorment la forma australiana Cygnus atratus.
- Cigne de coll negre (Cygnus melancoryphus) - Sud-est d'Amèrica del Sud, hiverna en el nord.
- Cigne coscoroba (Coscoroba coscoroba) - Sud i centre d'Amèrica del Sud, hiverna al nord.
- Podria confondre's amb el cigne ansar o oca-cigne (Anser cygnoides), propi d'Àsia oriental, que no és pròpiament un cigne.[1]

## Mitologia

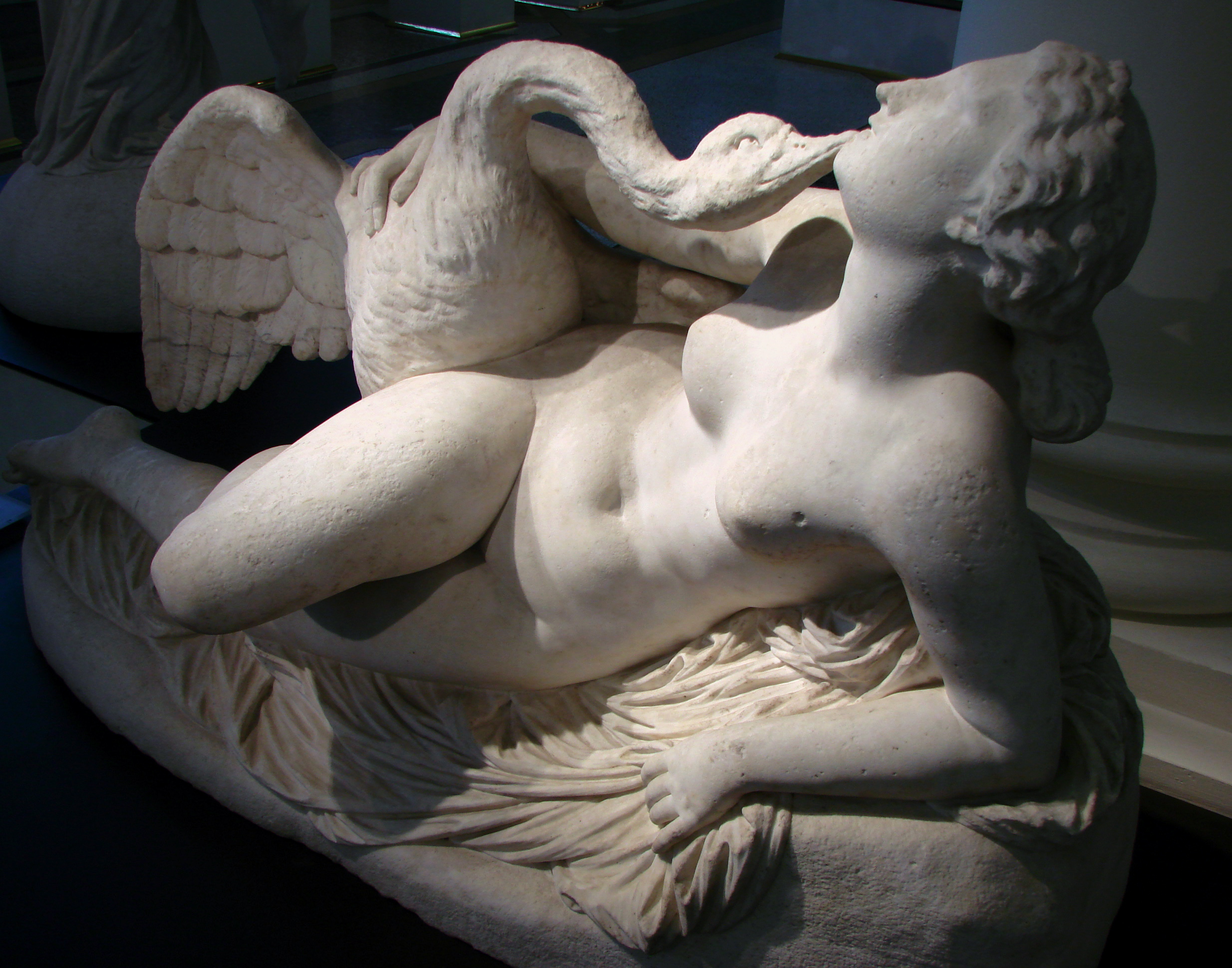
Leda amb el cigne.

El cigne era una au consagrada a Apol·lo, com a déu de la música, perquè es creia que el cigne poc abans de morir cantava melodiosament. Per això va dir Pitàgores que aquesta au s'assemblava a una ànima que mai mor i que el seu cant abans de morir ve de l'alegria que experimenta perquè es deslliura del seu cos mortal. Plató sembla ser de la mateixa opinió i alguns altres diuen que està consagrada a Apol·lo, perquè gaudeix del do de preveure els béns de l'altra vida dels quals espera gaudir després de la seva mort.
Ovidi col·loca als cignes als Camps Elisis. Estaven també consagrats a Venus, ja per la seva meravellosa blancor, pel seu temperament bastant semblant al de la deessa del gaudi. La carrossa de Venus és estirada algunes vegades per cignes. Zeus es va transformar en aquesta au per enganyar a Leda.